# Ocotea usambarensis
Ocotea usambarensis är en lagerväxtart som beskrevs av Adolf Engler. Ocotea usambarensis ingår i släktet Ocotea och familjen lagerväxter. Inga underarter finns listade i Catalogue of Life.